# Urb (Winterspelt)
Urb ist ein Ortsteil der Ortsgemeinde Winterspelt im Eifelkreis Bitburg-Prüm in Rheinland-Pfalz.

## Geographische Lage
Urb liegt nördlich von Winterspelt in einer Entfernung von rund 5 km dicht an der Grenze zu Belgien. Der Ort liegt in einem Tal und ist überwiegend von landwirtschaftlichen Nutzflächen umgeben. Dicht westlich von Urb fließt die Our, welche die Staatsgrenze bildet. Nachbargemeinde ist der belgische Ort Weppeler (zu Lommersweiler). Zu Urb gehört auch der Wohnplatz Urbermühle.

## Geschichte
Der heutige Ortsteil Urb gehörte einst zur Schultheißerei Bleialf, als Teil des Amtes Prüm und gehörte bis zum Ende des 18. Jahrhunderts landesherrlich zum Kurfürstentum Trier.
Im Jahre 1794 hatten französische Revolutionstruppen das Linke Rheinufer besetzt. Von 1798 an gehörten die Ortschaften (außer Heckhalenfeld) in der heutigen Gemeinde Winterspelt zum Kanton Schönberg im Saardepartement.
Nachdem auf dem Wiener Kongress (1815) die Region dem Königreich Preußen zugeordnet worden war, wurden die Gemeinden Winterspelt und Urb der Bürgermeisterei Winterscheid, im Kreis Prüm und im Regierungsbezirk Trier und von 1822 in der Rheinprovinz, zugeordnet.
Am 1. Januar 1971 wurde die bis dahin selbständige Gemeinde Urb (damals 80 Einwohner) nach Winterspelt eingemeindet.

## Kultur und Sehenswürdigkeiten

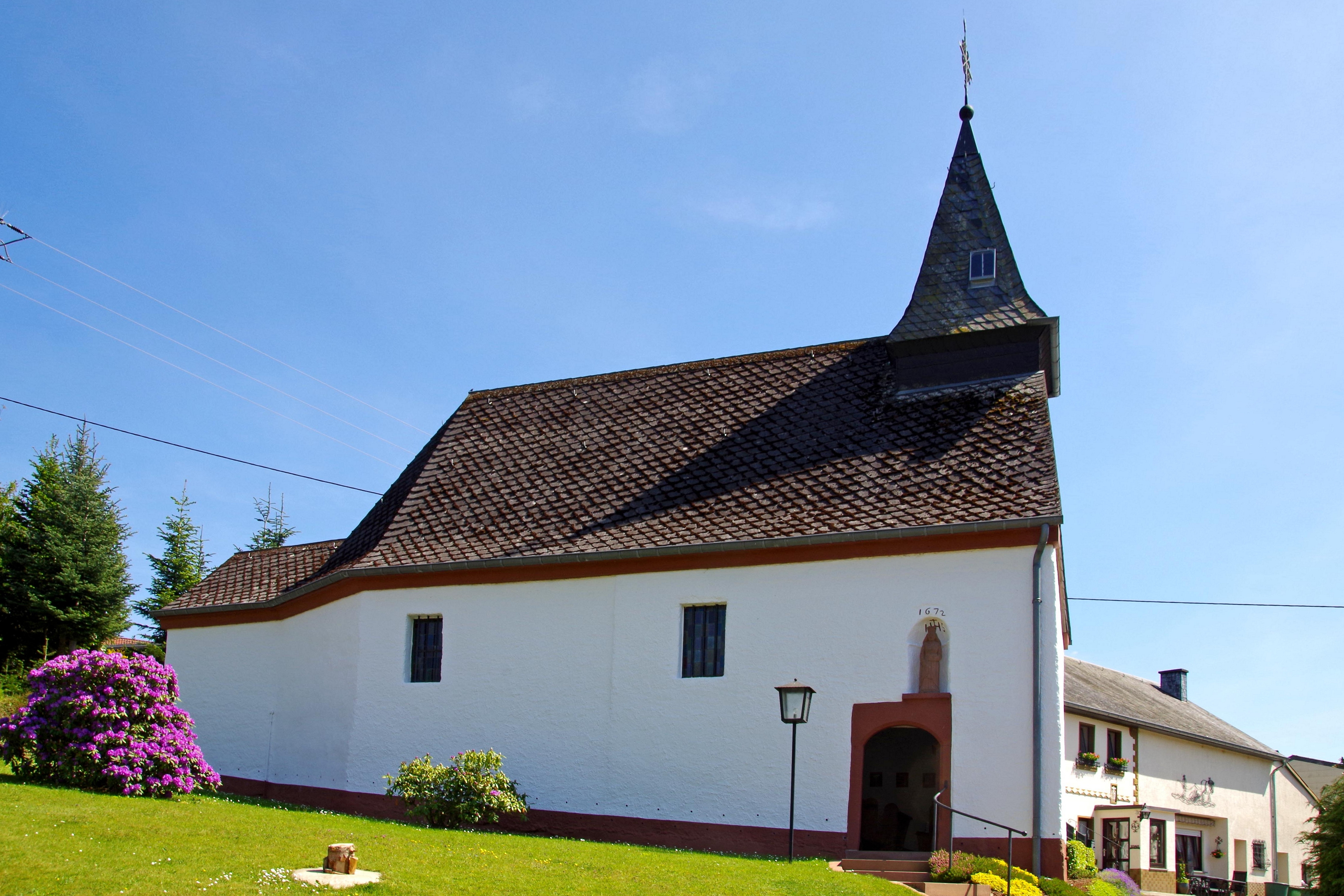
Kirche St. Hubertus

### St. Hubertus
In Urb befindet sich die katholische Filialkirche St. Hubertus aus der ersten Hälfte des 17. Jahrhunderts. Es handelt sich um einen kleinen Saalbau mit Dachreiter und einem Sakristeianbau. Eine Figurennische über dem Eingangsportal ist mit 1672 bezeichnet. Die Kirche ist mit einem kleinen Säulenaltar ausgestattet, der besonders durch seine farbliche Vielfalt hervorsticht.
Siehe auch: Liste der Kulturdenkmäler in Winterspelt

### Urbermühle
Nördlich von Urb wurde einst eine Mühle an der Our betrieben. Diese taucht auf einer Karte aus dem Jahre 1893 auf und befand sich im Bereich der Mündung des Ettelbaches in die Our. Genauere Angaben liegen nicht vor. Heute ist das Gelände der ehemaligen Mühle ein Wohnplatz des Ortsteils Urb.

### Wegekreuze / Bunkeranlagen
Auf dem Gemeindegebiet von Urb befinden sich drei Wegekreuze.
Zudem existieren vier Bunkeranlagen des Westwalls. Es handelt sich um zwei Panzerabwehrkanonenstände und zwei Schartenstände.

### Naherholung
Die Region um Urb ist vor allem als Urlaubsgebiet bekannt. Es existieren zahlreiche Wanderwege im Naturpark Eifel-Ardennen und es gibt den Eifel-Ardennen-Radweg mit verschiedensten Unterkünften entlang der Strecke.

## Wirtschaft und Infrastruktur

### Unternehmen
In Urb wird ein Ferienblockhaus unweit der Our betrieben.

### Verkehr
Es existiert eine regelmäßige Busverbindung.
Urb ist durch die Kreisstraße 102 erschlossen und liegt nur wenige Kilometer nordöstlich der Bundesautobahn 60.